# International Country Cuneo
L'International Country Cuneo è stato un torneo professionistico femminile di tennis giocato su campi in terra rossa. Faceva parte dell'ITF Women's Circuit e si giocava annualmente a Cuneo in Italia tra il 1999 e il 2018.
Nelle prime edizioni il montepremi è progressivamente aumentato e nel 2011, quando il torneo fu dismesso, il montepremi era arrivato a 100.000 dollari. Il torneo fu ripristinato nel 2017 con il montepremi da 15.000 $ e fu nuovamente dismesso dopo l'edizione del 2018.

## Albo d'oro

### Singolare
| Anno      | Campionessa              | Finalista                  | Punteggio        |
| --------- | ------------------------ | -------------------------- | ---------------- |
| 2018      | Paula Cristina Gonçalves | Bianca Turati              | 6-4, 6-2         |
| 2017      | Martina Colmegna         | Federica Di Sarra          | 6(2)–7, 6-3, 6-3 |
| 2016 2012 | Non disputato            | Non disputato              | Non disputato    |
| 2011      | Anna Tatišvili           | Arantxa Rus                | 6-4, 6-3         |
| 2010      | Romina Oprandi           | Pauline Parmentier         | 6-0, 6-2         |
| 2009      | Polona Hercog            | Varvara Lepchenko          | 6-1, 6-2         |
| 2008      | Tathiana Garbin          | Sorana Cîrstea             | 6-3, 6-1         |
| 2007      | María Emilia Salerni     | Sara Errani                | 3-6, 6-1, 7–6(6) |
| 2006      | Galina Voskoboeva        | Alice Canepa               | 6-1, 6-2         |
| 2005      | Laura Pous Tió           | Conchita Martínez Granados | 6-3, 6-2         |
| 2004      | Flavia Pennetta          | Alice Canepa               | 6-4, 6-1         |
| 2003      | Tathiana Garbin          | Lubomira Bacheva           | 6-3, 6-1         |
| 2002      | Yevgenia Savranska       | Vittoria Maglio            | 6-1, 6-3         |
| 2001      | Jasmine Angeli           | Julia Schruff              | 6-3, 7–6(7)      |
| 2000      | Mara Santangelo          | Edith Nunes-Bersot         | 6-2, 3-6, 6-3    |
| 1999      | Roberta Vinci            | Stefanie Haidner           | 6-1, 6-2         |

### Doppio
| Anno      | Campionesse                               | Finaliste                                  | Punteggio        |
| --------- | ----------------------------------------- | ------------------------------------------ | ---------------- |
| 2018      | Isabella Tcherkes Zade Aurora Zantedeschi | Jessica Bertoldo Carlotta Ripa             | 6-3, 6-1         |
| 2017      | Federica Di Sarra Anastasia Grymalska     | Melina Ferrero Sofía Luini                 | 6-0, 6-1         |
| 2016 2012 | Non disputato                             | Non disputato                              | Non disputato    |
| 2011      | Mandy Minella Stefanie Vögele             | Eva Birnerová Vesna Dolonc                 | 6-3, 6-2         |
| 2011      | Mandy Minella Stefanie Vögele             | Eva Birnerová Vesna Dolonts                | 6-3, 6-2         |
| 2010      | Eva Birnerová Lucie Hradecká              | Sorana Cîrstea Andreja Klepač              | 3-6, 6-4, [10-8] |
| 2009      | Akgul Amanmuradova Darya Kustova          | Petra Cetkovská Mathilde Johansson         | 5-7, 6-1, [10-7] |
| 2008      | Maret Ani Renata Voráčová                 | Olga Savchuk Marina Shamayko               | 6-1, 6-2         |
| 2007      | Darya Kustova Ekaterina Makarova          | Yuliya Beygelzimer Margalita Chakhnashvili | 6-2, 2-6, 6-2    |
| 2006      | Sara Errani Karin Knapp                   | Giulia Gatto-Monticone Darya Kustova       | 6-3, 7–6(5)      |
| 2005      | Mariya Koryttseva Galina Voskoboeva       | Sara Errani Giulia Gabba                   | 6-3, 7-5         |
| 2004      | Edina Gallovits Zsófia Gubacsi            | Eva Hrdinová Sandra Záhlavová              | 7-5, 6-3         |
| 2003      | Mervana Jugić-Salkić Darija Jurak         | Lubomira Bacheva Stefanie Haidner          | 6-1, 6-2         |
| 2002      | Karla Mraz Aurélie Védy                   | Stefania Chieppa Yevgenia Savranska        | 2-6, 6-3, 6-2    |
| 2001      | Andrea Masaryková Julia Schruff           | Jasmine Angeli Monica Scartoni             | 6-2, 7–6(4)      |
| 2000      | Maria Elena Camerin Mara Santangelo       | Silvia Disderi Anna Floris                 | 7-5, 6-2         |
| 1999      | Sabina Da Ponte Roberta Vinci             | Cristina Coletto Emanuela Falleti          | 6-2, 6-0         |